# 社会贡献真理徽章
社会贡献真理徽章是印度尼西亚共和国政府授予在社会福利领域做出重大贡献的人士的一种荣誉徽章。该荣誉徽章设立于1959年。